# Hans von Plessen

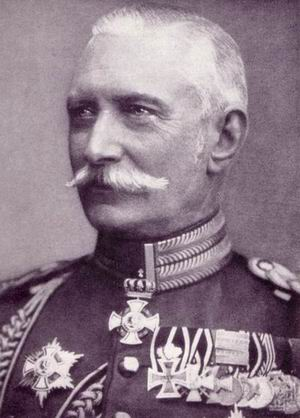
Generaloberst mit dem Rang als Generalfeldmarschall Hans Georg von Plessen

Hans Georg Hermann von Plessen (* 26. November 1841 in Spandau; † 28. Januar 1929 in Potsdam) war ein preußischer Generaloberst mit dem Rang als Generalfeldmarschall und Domherr von Brandenburg.

## Leben

### Herkunft und Familie
Er entstammte dem ursprünglich edelfreien mecklenburg-holsteinischen Adelsgeschlecht von Plessen und war der Sohn des späteren preußischen Generalleutnants Hermann von Plessen (1803–1877) und dessen Ehefrau Pauline Sophie Adelaide, geborene Meyer (1811–1870).
Hans von Plessen heiratete am 24. Januar 1874 in Berlin Elisabeth von Langenbeck (1850–1917), die Tochter des Wirklichen Geheimrats und Professors der Chirurgie Bernhard von Langenbeck (1810–1887) und der Arnoldine Reinbold (1817–1886). Aus der Ehe gingen fünf Kinder hervor, von denen zwei Töchter unmittelbar nach der Geburt verstarben. Die Söhne schlugen die militärische Offizierslaufbahn des Vaters ein. Der erstgeborene Sohn Hans von Plessen schied als Kriegsteilnehmer 1914/18 und preußischer Oberstleutnant aus dem aktiven Dienst. Bernhard wurde Rittmeister und war ebenfalls Kriegsteilnehmer 1914/18. Das jüngste Kind Wilhelm wurde während des Ersten Weltkriegs als preußischer Leutnant der Reserve im 1. Garde-Regiment zu Fuß zur Flieger-Ersatz-Abteilung Nr. 6 kommandiert und stürzte am 18. April 1916 mit dem Flugzeug bei Białystok tödlich ab.

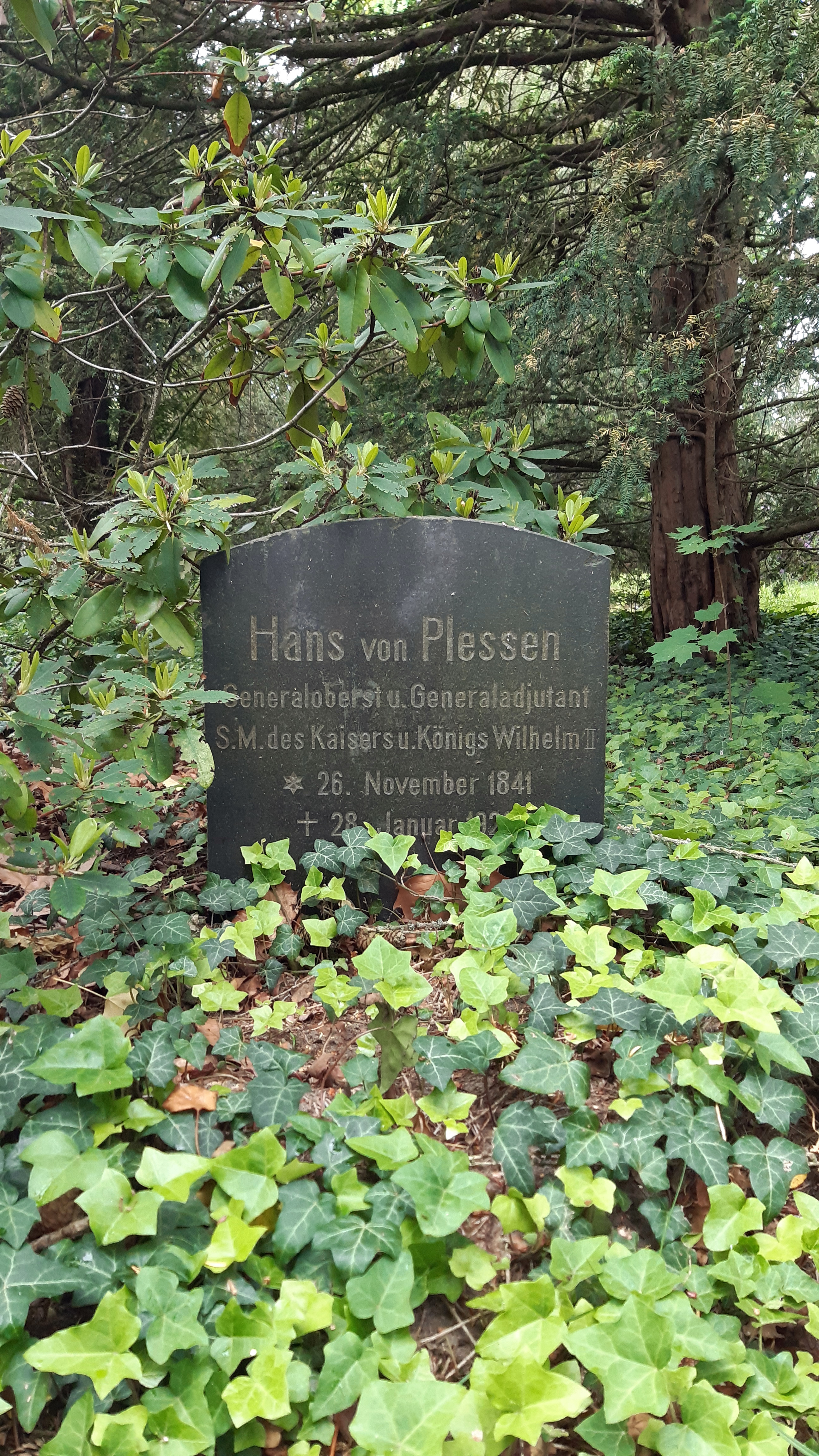
Grab auf dem Alten Friedhof Potsdam.

Hans von Plessen ist auf dem Alten Friedhof in Potsdam begraben. Das Grab ist erhalten.

### Militärkarriere

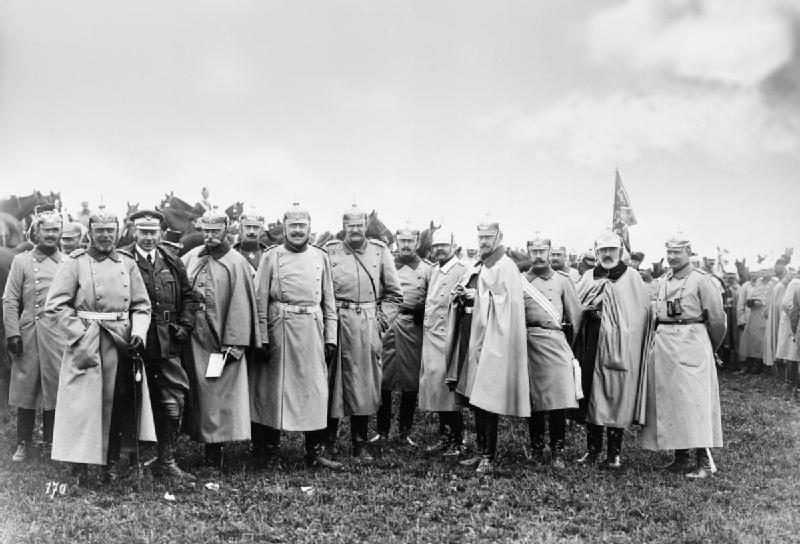
Plessen (vordere Reihe, dritter v. links) beim Kaisermanöver, 1905

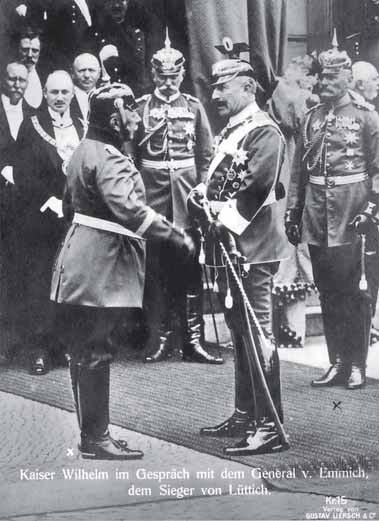
Plessen (Mitte) beobachtet den Kaiser und den Sieger von Lüttich, General Otto von Emmich, 1914

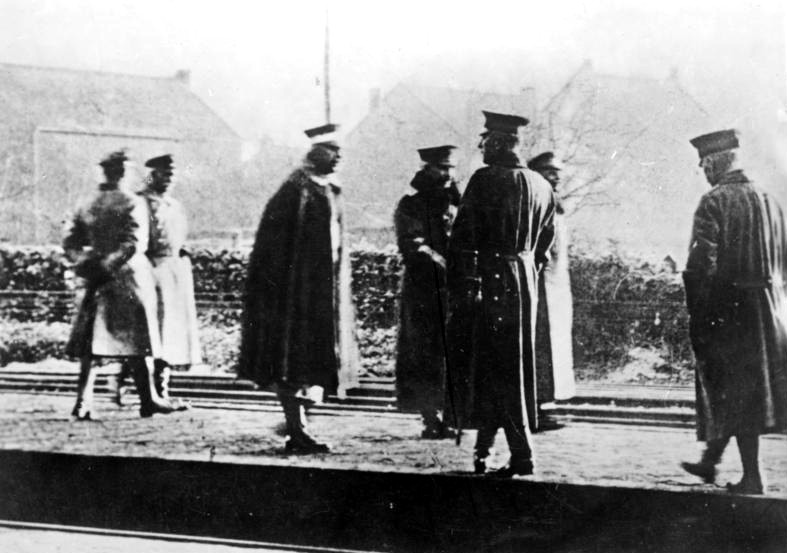
Plessen (2. von links) begleitet Kaiser Wilhelm II. ins holländische Exil, 1918

Plessen trat am 21. September 1861 als Fahnenjunker in das Kaiser Franz Garde-Grenadier-Regiment Nr. 2 ein. Im Jahre 1862 wurde er zum Sekondeleutnant befördert und nahm 1864 am Deutsch-Dänischen Krieg teil. 1866 kämpfte Plessen während des Deutschen Krieges bei Soor und Königgrätz. 1869 wurde er Premierleutnant und als solcher nahm Plessen im Deutsch-Französischen Krieg an den Belagerungen von Toul, Metz und Paris sowie den Kämpfen bei Orléans, Le Mans, Dreux, Madeleine, Bellême, Meung-sur-Loire, Beaugency und Quesques teil.
Ausgezeichnet mit dem Eisernen Kreuz II. Klasse kam Plessen nach dem Friedensschluss als Hauptmann Mitte April 1872 in den Großen Generalstab. Nach seiner Ernennung zum Major im Jahre 1879 wurde er Flügeladjutant des Kaisers und Königs Wilhelm I. 1882 wurde er Mitglied der General-Ordens-Kommission und bis Ende Januar 1888 Kommandeur der Schlossgarde. Im Jahre 1885 beförderte man ihn zum Oberstleutnant, 1888 zum Oberst und 1891 zum Generalmajor. 1892 war er diensttuender General à la suite des Kaisers und Königs sowie Kommandant des kaiserlichen Hauptquartiers. Im Jahre 1894 erfolgte seine Ernennung zum diensttuenden Generaladjutanten und seine Beförderung zum Generalleutnant.
Plessen gehörte in seinen Verwendungen als diensttuender Generaladjutant und Kommandant des kaiserlichen Hauptquartiers zum engsten Kreis um Kaiser Wilhelm II. Er war unter anderem Kommandeur des 1. Garde-Regiments zu Fuß, Chef des Reitenden Feldjägerkorps und Chef des Brandenburgischen Jäger-Bataillons Nr. 3 (vormals à la suite).
Am 17. November 1918 schied er als Kommandant des Großen Hauptquartiers und Generaloberst mit dem Rang als Generalfeldmarschall aus dem aktiven Dienst aus, nachdem er Kaiser Wilhelm II. noch in dessen erstes holländisches Exil auf Schloss Amerongen begleitet hatte. Zum Zeitpunkt seines Abschieds aus dem Militärdienst im Alter von 76 Jahren war er der älteste aktive Offizier Deutschlands.
Das in Teilen erhalten gebliebene Tagebuch Hans von Plessens gilt als eine wichtige Quelle zur Aufarbeitung der politischen Geschichte des Ersten Weltkriegs und zur Rolle des Kaisers als Oberster Kriegsherr.

### Auszeichnungen
- Schwarzer Adlerorden mit Kette in Brillanten
- Großkreuz des Roten Adlerordens mit Eichenlaub und Schwertern und mit Schwertern am Ringe
- Kronenorden I. Klasse
- Stern der Großkomture des Königlichen Hausordens von Hohenzollern mit Schwertern und Kette
- Großkreuz des Ordens der Württembergischen Krone[6]
- Eisernes Kreuz (1914) I. Klasse
- Pour le Mérite am 24. März 1918
- Hubertusorden
- Orden der Rautenkrone
- Großkreuz des Ordens der Wendischen Krone
- Großkreuz des Leopold-Ordens
- Orden der Eisernen Krone I. Klasse
- Großkreuz des Franz-Joseph-Ordens
- Großkreuz mit Brillanten des Sankt Stephans-Ordens
- Komtur I. Klasse des Danebrog-Ordens
- Großkreuzritter des Royal Victorian Order
- Orden des Heiligen Andreas des Erstberufenen
- Seraphinen-Orden

Insgesamt wurde Plessen mit 88 in- und ausländischen Orden, davon 51 Großkreuzen ausgezeichnet.

### Trivia
Im britischen BBC-Dokumentarfilm The Somme - From Defeat to Victory (Die Somme - Von der Niederlage zum Sieg) über die Schlacht an der Somme übernahm der Schauspieler Wolf Kahler die Rolle des kaiserlichen Generaladjutanten Hans von Plessen anlässlich seines offiziellen Truppenbesuchs an der Front im Jahre 1916.